# ルノー・ラティテュード
ラティテュード（Latitude）はフランスの自動車メーカー、ルノーが販売する大型セダンである。ただしUAEやクウェート、バーレーン、カタール、オマーン、メキシコにおいてはサフランを名乗る。

## 概要
傘下の韓国・ルノーサムスンで製造されるL43型SM5をベースに前後意匠やエンブレム類をルノー向けに仕立てた車種として発表された。
車名は英語で「（行動の）自由・裁量」を意味し、生産はSM5とともにルノーサムスン釜山工場で行われる。
釜山工場においてルノーサムスンの2010年の年間輸出台数10万台目と2011年5月に達成した輸出台数通算40万台目の節目を飾っている。

## 初代（L70型、2010年 - 2016年）
- 2010年6月8日 - 写真を公開するとともに概要の一部を発表（この時点ではエンジンの詳細や内装デザインは公開されていない）。
  - 8月25日 - モスクワ国際モーターショーでワールドプレミア。エンジンはSM5と共通の2.0L・直4の「M4R」と日産・ティアナと共通の2.5L・V6の「VQ25DE」を搭載。基本的には前者にエクストロニックCVT、後者に6ATが組み合わされるが、M4Rには6MTも用意された。
  - 9月末 - 各国の高所得者を主ターゲットとし、モロッコとアルジェリアで発売を開始（のちに、後者にはV6・3.5Lエンジンも用意）。
  - 9月30日 - パリサロンで欧州仕様が公開されたが、こちらは240PSを誇る3.0L・V6ディーゼル（dCi）の「V9X」を筆頭に、2.0L・4気筒dCi「M9R」（出力特性により175PS、150PSの2種が存在）を加えた計2機/3タイプのディーゼルを用意。基本的に6速ATを組み合わせるが、M9Rには6MTも設定され、いずれの場合でもパーキングブレーキは電子式となる。
  - 10月末から - アフリカ、ロシア、トルコ、メキシコ、オーストラリア、中国（中国語表記：纬度）などで順次発売が開始された。
- 2011年 - 納入国によってフルエンスにも搭載される「K9K」型1.5Lディーゼルエンジン（110PS）が設定された。
  - 初頭からフランスを始めとする西ヨーロッパ向けの販売が開始される。
- 2013年4月 - ルノーサムスンはシンガポールの輸入業者であるウェアネス·オートモーティブ（Wearnes Automotive PTE LTD）は、同国のタクシー業界2位の会社であるトランスキャップ（Trans Cab）と1,275台のラティティード・タクシー仕様の供給契約を結び、最初の302台を輸出した。エンジンは2.0dCiを搭載し、リヤコンビネーションレンズはマイナーチェンジ後の新デザインが採用されている。
  - 8月 - フランス仕様をマイナーチェンジ。ブラインドスポットワーニング（BSW）の追加やアルミホイール/リヤコンビネーションレンズのデザイン、シート表皮の一新、「Renault R-Link」（SM5の「SMart Connect」に相当）の設定などSM5の内容に準ずるが、フロントマスクは基本的に従来型を踏襲。グレードは「Initiale」のみの単一設定で、3種のdCi（2種の直4・2.0L・M9RとV6・3.0L・V9X）が用意される。
  - 8月24日 - 中国仕様をマイナーチェンジ[3]。上述のフランス仕様とは違い、フロントグリルのデザインこそ異なるが、SM5と共用のフロントマスクを採用。LED内蔵のヘッドライトもそのまま採用される。エンジンはすべてガソリン仕様のみで、2.0L・4気筒のM4Rと2.5L・V6のVQ25の2種。前者にはCVT、後者には6ATが組み合わされる。
  - 10月 - オーストラリア仕様をマイナーチェンジ。内容はフランス仕様に準じておりフロントマスクの変更はないが、全車ブラックベゼルのヘッドランプとなった。エンジンは変わらず2.0dciとV6 3.5Lガソリンの2種類。グレードはPrivilege(プリビレッジ)とDynamique(ディナミーク)。
- 2015年12月、フランスにおいてはラグナと当車の後継車種となるタリスマンが発表されたため、モデル廃止。

## メカニズム
上述の通り、仕向地によりエンジンやトランスミッションの設定が異なるが、エンジンは「K9K」「M4R」「M9R」「V9X」「V4U (VQ25)」「V4Y (VQ35)」の計6種（但し、M9Rは出力特性により2種存在）、トランスミッションはエクストロニックCVT、6MT、6ATがエンジン別に組み合わされる。
ボディサイズは全長が5mm長い以外はベースのSM5と同値で、足回りもSM5同様フロントにストラット、リヤにマルチリンクを採用している。また、プラットフォームについてもSM5やラグナ、ティアナと同じDプラットフォームを採用する（ただしラグナのみリヤの足回りがトーションビームとなる）。
一部仕向地の仕様（オーストラリア向けなど）はインパネ形状が異なり、2代目ルノーサムスン・SM7と同じ形状（右ハンドルの場合は、それ向けにアレンジしたもの）が採用される。